# Rock Falls (Illinois)
Rock Falls és una població dels Estats Units a l'estat d'Illinois. Segons el cens del 2000 tenia 9.580 habitants.

## Demografia
Segons el cens del 2000, Rock Falls tenia 9.580 habitants, 3.895 habitatges, i 2.559 famílies. La densitat de població era de 1.114,1 habitants/km².
Dels 3.895 habitatges en un 30,7% hi vivien nens de menys de 18 anys, en un 47,5% hi vivien parelles casades, en un 13,7% dones solteres, i en un 34,3% no eren unitats familiars. En el 29,4% dels habitatges hi vivien persones soles el 13,9% de les quals corresponia a persones de 65 anys o més que vivien soles. El nombre mitjà de persones vivint en cada habitatge era de 2,43 i el nombre mitjà de persones que vivien en cada família era de 2,99.
Per edats la població es repartia de la següent manera: un 25,5% tenia menys de 18 anys, un 9% entre 18 i 24, un 27,6% entre 25 i 44, un 21,9% de 45 a 60 i un 15,9% 65 anys o més.
L'edat mediana era de 36 anys. Per cada 100 dones de 18 o més anys hi havia 87,5 homes.
La renda mediana per habitatge era de 34.442 $ i la renda mediana per família de 41.803 $. Els homes tenien una renda mediana de 32.733 $ mentre que les dones 21.092 $. La renda per capita de la població era de 16.524 $. Aproximadament el 10,3% de les famílies i l'11,5% de la població estaven per davall del llindar de pobresa.

## Poblacions més properes
El següent diagrama mostra les poblacions més properes.